# Abdennour Bidar

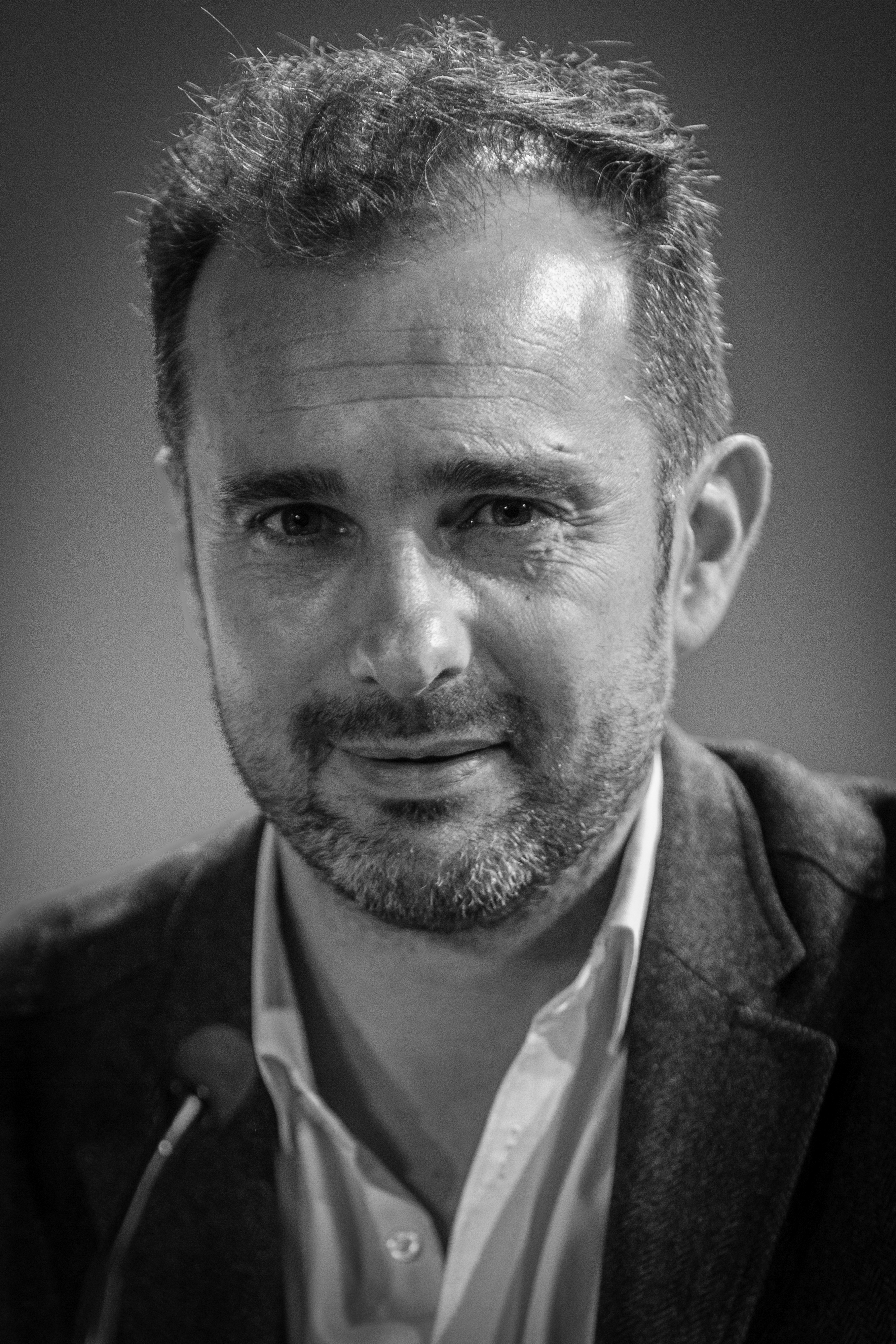
Abdennour Bidar (2014).

Abdennour Bidar (Clarmont d'Alvèrnia, 30 de gener de 1971) és un escriptor i filòsof francès de la cultura islàmica. Treballa al ministeri d'educació francès i des de la mort d'Abdelwahab Meddeb és el responsable del programa Cultures de l'Islam de la ràdio pública France Culture. És autor de diversos llibres i articles, i va captar l'atenció pública després de l'Atemptat contra Charlie Hebdo, quan va escriure una "Carta oberta per al món musulmà" al Huffington Post, on demanava al món islàmic una autocrítica constructiva que portés a una reforma profunda, i lamentava que els intel·lectuals occidentals "han oblidat la religió com a motor de la civilització".